# Srebrenica (kommun)
Kommunen Srebrenica (serbiska: Opština Srebrenica, kyrillisk skrift: Општина Сребреница) är en kommun i Serbiska republiken i östra Bosnien och Hercegovina. Kommunen hade 13 409 invånare vid folkräkningen år 2013, på en yta av 529,83 km².
Av kommunens befolkning är 54,05 % bosniaker, 44,95 % serber, 0,14 % bosnier, 0,13 % muslimer och 0,12 % kroater (2013).